# 홍비둘기
홍비둘기(red collared dove)는 비둘기목 비둘기과의 새이다.

## 생김새
홍채, 부리, 다리가 검은색이고 목 뒤에 검은색 띠가 있다. 날개깃은 흑갈색이다. 수컷은 전체적으로 적갈색이고 머리, 등, 허리가 청회색이다. 암컷은 전체적으로 수컷보다 색이 흐리고 염주비둘기보다 꼬리가 짧다.

## 생태
인도, 중국, 인도차이나반도, 필리핀, 대만 등에서 서식한다. 한국에서는 봄, 가을에 주로 보이는 드문 나그네새이다. 산림 가장자리, 촌락 농경지에서 생활하며, 일정한 시간에 낟알, 식물의 종자를 먹고 나무 위나 전깃줄에서 휴식한다.